# MS AIDAbella
AIDAbella – niemiecki luksusowy statek wycieczkowy armatora Aida Cruises z siedzibą w Rostocku, ale portem macierzystym jest Genua.
Zbudowany został w stoczni Meyer Werft w Papenburgu, jako siostrzany statek AIDAdiva i AIDAluna. Nazwę statku wybrano drogą konkursu. Ma ona podkreślać piękno jednostki. Zabiera na pokład 2050 pasażerów.